# آلفرد هیلبی
آلفرد هیلبی (انگلیسی: Alfred Hilbe؛ ۲۲ ژوئیهٔ ۱۹۲۸ – ۳۱ اکتبر ۲۰۱۱) سیاستمدار اهل لیختن‌اشتاین بود.
هیلبی از سال ۱۹۶۵ تا ۱۹۷۰ معاون نخست‌وزیر و از ۱۹۷۰ تا ۱۹۷۴ نخست‌وزیر لیختن‌اشتاین بود. او در اتریش متولد شد.